# 선사고고학

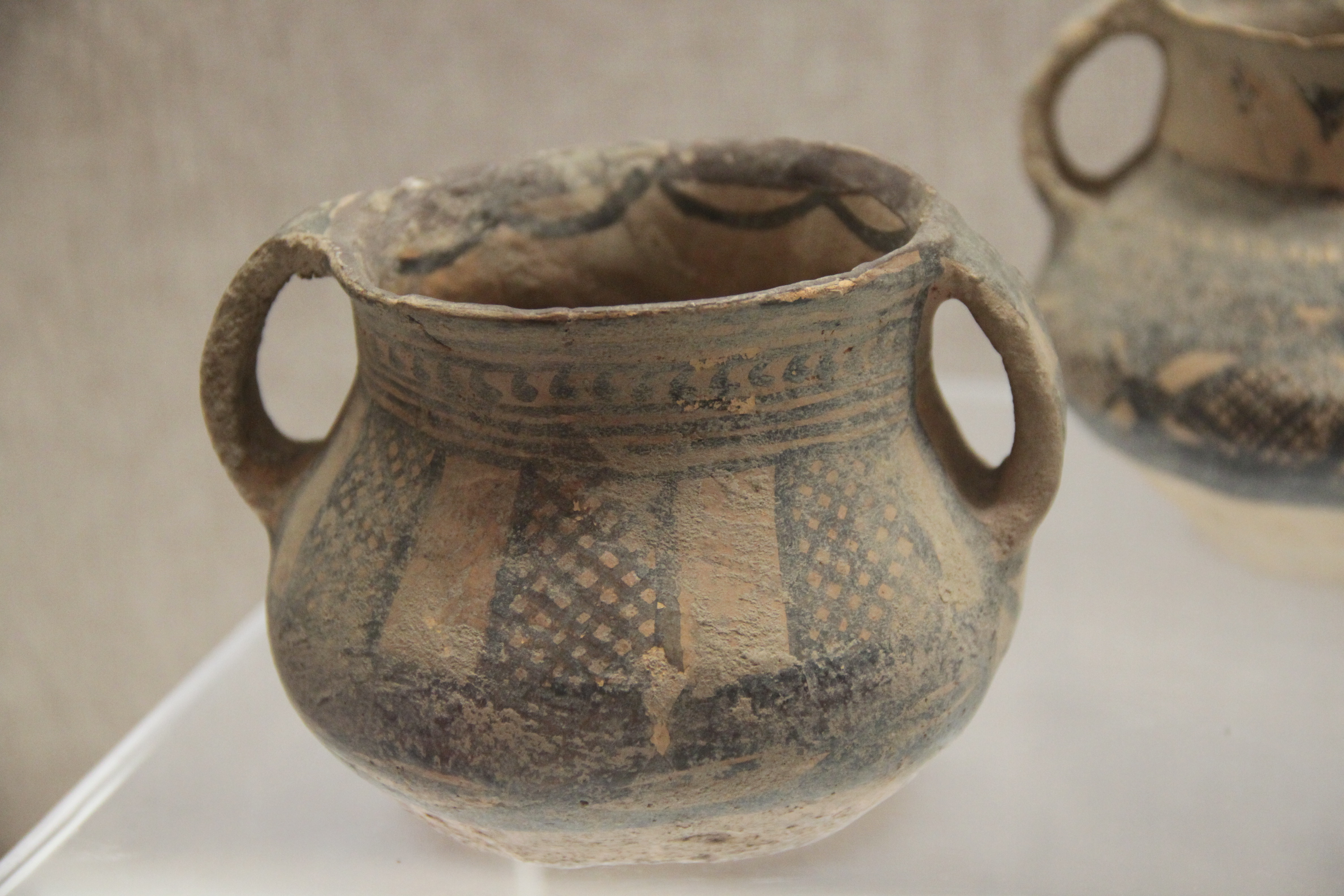

선사고고학(先史考古學, Prehistoric archaeology)은 어떤 형태의 문자 체계나 역사적 기록 이전에 존재했던 사회의 인공물, 문명 및 기타 자료를 특별히 다루는 고고학의 하위 분야이다. 이 분야는 종종 석기 시대, 청동기 시대 및 철기 시대와 같은 시대에 초점을 맞추지만 신석기 시대와 같은 기간도 포함한다. 선사 고고학 연구는 경제 성장과 정치적 안정 사이의 시간 해석을 보여줌으로써 현대 사회의 문화적 관심사를 반영한다. 지질학, 생물학, 인류학, 역사학 및 고생물학과 같은 다른 분야와 관련이 있지만 이해하기 위해 광범위하게 연구하는 주제에는 눈에 띄는 차이가 있다. 과거, 유기물이든 무기물이든 인간의 삶. 선사고고학은 복잡한 패턴을 가진 간접적인 흔적 때문에 인류학적 고고학이라고도 한다.
선사고고학의 고유한 특성으로 인해 기록된 기록은 초점을 맞추는 사회에 대한 연구를 지원하는 데 도움이 될 수 없으며 조사된 주제는 사용 가능한 유일한 추적 가능한 증거이므로 전적으로 물질적이다. 물질적 증거에는 도자기, 부장품, 뼈와 같은 개인 및 동물의 유골, 보석류, 장식품 및 기타 많은 인공물이 포함된다. 이 하위 분야는 적어도 1820년대 말이나 1830년대 초부터 존재했으며 지금은 완전히 인정되고 분리된 고고학 분야이다. 고고학의 다른 분야는 다음과 같다. 고전 고고학, 근동 고고학 - 성서 고고학, 역사 고고학, 수중 고고학 등으로 알려져 있으며, 각각은 고대부터 현대까지의 모든 것에 대한 우리의 이해를 재구성하기 위해 노력한다. 다음과 같은 대륙 및 지역별 고고학 분야와 달리; 고전 - 특히 지중해 지역과 고대 그리스와 고대 로마의 문명을 연구하는 선사 고고학 분야는 한 대륙에 포함되지 않는다. 이와 같이, 모든 다른 유형의 정착지와 문명을 발견하기 위해 전 세계에서 발생하고 발생하고 있는 이 분야에 기인한 많은 발굴이 있다.
이름, 장소 및 동기에 대한 증거를 제공하는 역사가 없는 선사고고학자들은 알려진 점령지 또는 사용된 유물의 위치와 관련하여 임의의 현대 이름만 부여할 수 있는 문화의 관점에서 말한다. 과거의 사람들은 고고학 기록에서 완전히 익명이기 때문에 개인보다는 사회에 대해 논의하는 것이 당연히 훨씬 쉽다. 그러한 구체적인 정보의 부족은 선사고고학이 논쟁의 여지가 있는 분야이며 이를 아우르는 논쟁이 고고학 이론을 알리는 데 많은 역할을 했다는 것을 의미한다.

## 같이 보기
- 선사 시대
- 석기